# کلمو
کلمو (به فرانسوی: Clomot) یک کمون در فرانسه با جمعیت ۹۸ نفر است که در Canton of Arnay-le-Duc واقع شده‌است.